# Eleições legislativas de Israel em 1984
As eleições legislativas de 1984 em Israel foram realizadas em 23 de julho daquele ano para eleger os 120 membros da 11ª legislatura do Knesset.
Em 1983, o governo liderado por Menachem Begin, do Partido Likud, havia renunciado devido a uma série de fatores, incluindo a deterioração da saúde do primeiro-ministro e pressões internas. Como resultado, novas eleições foram agendadas para julho de 1984. Dessa forma, a coligação de centro-esquerda Alinhamento, liderada por Shimon Peres, obteve 724 074 votos e 44 assentos, tornando-se o maior partido individual na Knesset. O partido de direita Likud, sob a liderança de Yitzhak Shamir, conquistou 661 302 votos e 41 assentos.
Como nenhum partido obteve uma maioria clara, houve negociações intensivas para formar uma coalizão de governo estável. Os dois principais grupos partidários, Likud e Alinhamento, decidiram adotar uma abordagem de "Governo de Unidade Nacional". Consequentemente, foi estabelecido um acordo de rotatividade de poder, no qual Peres serviria como primeiro-ministro pelos primeiros dois anos e meio, e Shamir assumiria a posição pelo restante do mandato.